# Kybos obtusa
Kybos obtusa är en insektsart som först beskrevs av Walsh 1862.  Kybos obtusa ingår i släktet Kybos och familjen dvärgstritar. Inga underarter finns listade i Catalogue of Life.